# Emerson Newton-John
Emerson Newton-John (* 26. September 1974 in Los Angeles, Kalifornien) ist ein US-amerikanischer Automobilrennfahrer.

## Karriere
Newton-John begann seine Motorsportkarriere 1987 im Kartsport, in dem er bis 1992 aktiv war. 1993 wechselte er in den Formelsport. Er nahm an einem Rennen der japanischen Formel Toyota teil und absolvierte Testfahrten in der japanischen Formel-3-Meisterschaft. 1995 trat er in der französischen Formel Renault an. 1996 machte er Erfahrungen im Tourenwagensport und fuhr ein Rennen im Renault Spider Eurocup. 1997 kehrte er nach Nordamerika zurück und fuhr in der US Barber Formel Dodge. Die folgenden zwei Jahre verbrachte er erneut in europäischen Tourenwagen-Serien. 1998 gewann er den französischen Renault Megane Cup. 1999 nahm er an einzelnen Rennen des Renault Clio Eurocups und einem Rennen des spanischen Renault Clio Cups teil.
2000 wechselte Newton-John nach Australien. Er wurde zunächst 14. im tasmanischen Formel Holden Cup. 2001 fuhr er in der Formel Holden, deren Fahrerwertung zudem als Australian Drivers’ Championship gewertet wurde. Er bestritt jedoch nicht die komplette Saison. Er stand viermal auf dem Podest und wurde Fünfter in der australischen Fahrermeisterschaft. Sein letztes Rennen absolvierte er am 10. September. Einen Tag später ereigneten sich die Terroranschläge des 11. September 2001, die indirekt für das vorzeitige Ende seiner Formelsportkarriere verantwortlich waren. Zwei von Newton-Johns Hauptförderern verloren ihr Kapital bei den anschließenden Börsenturbulenzen, weitere Sponsoren von ihm zogen sich zurück, da die zukünftige finanzielle Situation nicht absehbar war.
Newton-John orientierte sich schließlich Richtung NASCAR und absolvierte schließlich 2001 ein Rennen in der ARCA Racing Series und 2002 ein Rennen in der NASCAR Craftsman Truck Series, welches von technischen Problemen überschattet wurde. In den nächsten zehn Jahren war Newton-John nicht im Rennsport aktiv. Unter anderem gründete er eine Initiative gegen Brust- und Prostatakrebs.
2012 kehrte Newton-John in den professionellen Rennsport zurück. Für Fan Force United nahm er am Freedom 100, dem Indy-Lights-Rennen auf dem Indianapolis Motor Speedway, teil. Er qualifizierte sich als Achter. Im Rennen schied er in einem größeren Unfall bereits nach vier Runden aus und wurde als 17. gewertet. Im weiteren Saisonverlauf bestritt er ein weiteres Indy-Lights-Rennen.
2014 nahm Newton-John an einem Rennen der ARCA Racing Series teil. Darüber hinaus war er in der Indy Lights zunächst für das Freedom 100 gemeldet, kam aber nicht zum Einsatz.

## Persönliches
Emerson Newton-Johns Stiefvater war der US-amerikanische Schauspieler Jeff Conaway, seine Mutter ist die britische Schauspielerin Rona Newton-John. Seine Halbgeschwister sind der Bassgitarrist Brett Goldsmith und die Schauspielerin Tottie Goldsmith. Seine Tante ist die Schauspielerin Olivia Newton-John. Einer seiner Urgroßväter war der deutsche Mathematiker und Physiker Max Born, der 1954 mit dem Nobelpreis für Physik ausgezeichnet wurde.
Newton-John ist verheiratet und hat zwei Kinder.

## Sonstiges
Newton-John ist nach dem Rennfahrer Emerson Fittipaldi benannt worden. Fittipaldi war der Formel-1-Weltmeister in dem Geburtsjahr von Newton-John. Newton-John und Fittipaldi trafen sich Ende der 1980er Jahre bei einem Rennen der Indy Car World Series. Bei Fittipaldis Sieg des Indianapolis 500 1989 stand Newton-John in der Nähe der Victory Lane und fing einen Hut von Fittipaldi, den dieser ihm zugeworfen hatte.

## Karrierestationen
| - 1987–1992: Kartsport - 1993: Japanische Formel Toyota - 1995: Französische Formel Renault - 1996: Renault Spider Eurocup - 1997: US Barber Formel Dodge | - 1998: Französischer Renault Megane Cup (Meister) - 1999: Renault Clio Eurocup - 1999: Spanischer Renault Clio Cup - 2000: Tasmanischer Formel Holden Cup (Platz 14) - 2001: Australian Drivers’ Championship (Platz 5) | - 2001: ARCA Racing Series (Platz 140) - 2002: NASCAR Craftsman Truck Series (Platz 94) - 2012: Indy Lights (Platz 22) - 2014: ARCA Racing Series |